# Animal (Def Leppard)
Animal è una canzone del gruppo musicale britannico Def Leppard, proveniente dall'album Hysteria. Fu pubblicato nel 1987 come primo singolo dell'album in tutto il mondo, tranne negli Stati Uniti, dove fu pubblicata per prima Women. È stata la prima hit del gruppo a raggiungere la top 10 nel Regno Unito, piazzandosi alla posizione numero 6 della Official Singles Chart.
Il verso della canzone che recita "Like the restless rust, I never sleep" ("come la ruggine inquieta, non dormo mai") è un riferimento all'album Rust Never Sleeps di Neil Young.

## Storia
Animal è nota per essere stata la canzone più difficile da registrare durante le sessioni di Hysteria. Sebbene fosse una delle prime composizioni sviluppate per l'album, nei primi mesi del 1984, né il gruppo né i produttori che andavano e venivano (Jim Steinman, Mutt Lange) furono in grado di produrre il suono desiderato e ottenuto due anni e mezzo dopo.
Tuttavia, lo sforzo venne ripagato quando Animal venne pubblicata come primo singolo estratto dall'album, nel luglio del 1987. Nel Regno Unito, dove i Def Leppard erano stati quasi ignorati durante il periodo di Pyromania, la canzone si piazzò alla posizione numero 6 e catapultò la band al successo per la prima volta in Europa.
Negli Stati Uniti, il primo singolo Women ottenne scarsi risultati nelle classifiche, che non diedero all'album lo slancio ricevuto poi quando Animal venne pubblicata anche al dì fuori dell'Europa nel settembre del 1987. Lo fece raggiungendo una rispettabile posizione numero 19, inaugurando una fortunata serie di dieci singoli consecutivi del gruppo nella top 40 della Billboard Hot 100.

## Video musicale
Il videoclip di Animal è girato nei pressi di un circo, con diverse immagini di animali e giocolieri. I Def Leppard si vedono dapprima suonare in un camion, e poi nel tendone del circo stesso.
Una curiosità è che il chitarrista Phil Collen utilizza nel video una chitarra Jackson Dinky, fatta costruire appositamente per lui, recante l'effigie di Bela Lugosi (attore noto negli anni '30 per le sue interpretazioni nei film horror, prima fra tutte quella del personaggio di Dracula).

## Lato B
Il lato B del singolo, Tear It Down, è stato scritto nel corso di una sessione di registrazione a seguito dell'album Hysteria, in cui la band mise giù diverse possibili tracce per i lati B dei singoli del disco. Successivamente, la canzone ricevette una buona rotazione radiofonica, e fu poi eseguita dalla band dal vivo agli MTV Video Music Awards del 1989.
La band ha poi registrato di nuovo Tear It Down per l'album Adrenalize del 1992.

## Tracce

### 7": Bludgeon Riffola/LEP1 (UK)
Sul retro vi è una foto della band su alcuni binari di un treno. La fotografia è stata scattata da Laurie Lewis.
1. Animal
2. Tear It Down

### 7": Mercury/PolyGram/888-832-7 (USA)
1. Animal
2. I Wanna Be Your Hero

## Formazione
- Joe Elliott – voce
- Steve Clark – chitarra ritmica, cori
- Phil Collen – chitarra solista, cori
- Rick Savage – basso, cori
- Rick Allen – batteria